# Eddie Chapman agent secret
Eddie Chapman agent secret (titlul original: în engleză Triple Cross)  este un film de spionaj franco-germano-englez, realizat în 1966 de regizorul Terence Young, după romanul „The Eddie Chapman Story” a scriitorului Frank Owen, protagoniști fiind actorii Christopher Plummer, Romy Schneider, Trevor Howard, Gert Fröbe și Yul Brynner.
Filmul se bazează pe povestea reală a lui Eddie Chapman, considerat de naziști ca fiind spionul lor de vârf în Marea Britanie, deși era de fapt un agent dublu MI5 cunoscut sub numele de „Zigzag”.  Titlul original al filmului vine de la semnătura lui Chapman pentru a marca faptul că transmisese în mod liber prin radio, în codul Morse, XXX.  Un alt sens al titlului original „Triple Cross” devine clar în scena finală a filmului.  Chapman, așezat la un bar, este întrebat pentru cine lucrează cu adevărat. Ca replică, își ridică paharul în semn de salut la chipul său din oglindă. 

## Distribuție
- Christopher Plummer – Eddie Chapman / „Franz Graumann”
- Romy Schneider – contesa Helga Lindström
- Trevor Howard – Freddie Young (funcționar al serviciilor secrete engleze)
- Gert Fröbe – colonelul Steinhäger
- Claudine Auger – Paulette
- Yul Brynner – colonelul Baron von Grunen
- Georges Lycan – Leo
- Jess Hahn – comandantul Braid
- John Abbey – Lang
- Harry Meyen – locotenentul Keller
- Gil Barber – Bergman
- Jean-Claude Bercq – maiorul von Leeb
- Jean Claudio – sergentul Thomas
- Robert Favart – generalul Dalrymple
- Bernard Fresson – Raymond, luptător în rezistența franceză
- Clément Harari – Losch
- Howard Vernon – ambasadorul german la Lisabona
- Francis De Wolff – general-locotonent german
- Jean-Marc Bory – conducătorul rezistenței
- Jean-Roger Caussimon – general al Luftwaffe
- Pierre Collet – gardianul german
- Anthony Dawson – maiorul Stillman
- Gordon Jackson – sergentul englez
- Jean-Pierre Zola – comandantul închisorii

## Culise
- Eddie Chapman agent secret este cea de-a doua colaborare a lui Terence Young și actrița Claudine Auger. Ea a fost principala fată „James Bond” în Thunderball (1965), regizat tot de Young.